# مست‌هوپ (پنسیلوانیا)
مست‌هوپ (به انگلیسی: Masthope) یک منطقهٔ مسکونی در ایالات متحده آمریکا است که در شهرستان پایک، پنسیلوانیا واقع شده‌است. مست‌هوپ ۶۸۵ نفر جمعیت دارد.